# Kilitkaya/Krideia
Kilitkaya (griechisch Κρίδεια Krideia) ist ein Dorf auf der Karpas-Halbinsel im Norden der Mittelmeerinsel Zypern und liegt im Distrikt İskele der Türkischen Republik Nordzypern. Der Ort hatte 2011 172 Einwohner.

## Geographie
Kilitkaya liegt auf der Karpas-Halbinsel, fünf Kilometer südöstlich der Burg Kantara.

## Geschichte
In der Zeit der osmanischen Herrschaft (1570/71–1878) wurden Zählungen zum Zweck der Steuererhebung durchgeführt, wie etwa 1831. Dabei wurden in 16 türkische Haushaltsvorstände gezählt. 1891 zählte die britische Kolonialbehörde 136 Einwohner, von denen alle als Türken galten. 1901 zählte man 154 Türken. 1931 zählte man 232 Türken, 1946 hingegen 327. 1964 nahm der Ort geflohene Türken auf und war administrativ Teil der Enklave Mehmetçik. 1971 wohl 400 Einwohner im Dorf. Bei der Volkszählung 1960 zählte man 353 Zyperntürken, 1973 382, 1978 waren es nur noch 267. Bei den Volkszählungen 1996 und 2006 waren es 177 Einwohner. 
Heute leben im Dorf die originellen Bewohner des Dorfes.